# A magyar női labdarúgó-válogatott mérkőzései 2018-ban
A magyar női labdarúgó-válogatott mérkőzései 2018-ban.
Szövetségi kapitány:
- Markó Edina

## Mérkőzések
| 276. mérkőzés 2018. február 28. Ciprus-kupa 18:00 | Magyarország | 0 – 2             | Észak-Korea        | Taszosz Marko Stadion, Paralimni Játékvezető: Anasztazija Romanjuk |
| 276. mérkőzés 2018. február 28. Ciprus-kupa 18:00 |              | 0 – 0 Jegyzőkönyv | Kim Jun Mi 56' 89' | Taszosz Marko Stadion, Paralimni Játékvezető: Anasztazija Romanjuk |

| 277. mérkőzés 2018. március 2. Ciprus-kupa 18:00 | Magyarország | 0 – 1             | Dél-afrikai Köztársaság | Taszosz Marko Stadion, Paralimni |
| 277. mérkőzés 2018. március 2. Ciprus-kupa 18:00 |              | 0 – 1 Jegyzőkönyv | Kgatlana 20'            | Taszosz Marko Stadion, Paralimni |

| 278. mérkőzés 2018. március 5. Ciprus-kupa 18:00 | Magyarország | 1 – 1             | Szlovákia      | Taszosz Marko Stadion, Paralimni |
| 278. mérkőzés 2018. március 5. Ciprus-kupa 18:00 | Jakabfi 30'  | 1 – 0 Jegyzőkönyv | Fischerová 62' | Taszosz Marko Stadion, Paralimni |

| 279. mérkőzés 2018. március 7. Ciprus-kupa 11:00 | Magyarország | 0 – 2             | Finnország             | Taszosz Marko Stadion, Paralimni |
| 279. mérkőzés 2018. március 7. Ciprus-kupa 11:00 |              | 0 – 1 Jegyzőkönyv | Ahtinen 22' Alanen 60' | Taszosz Marko Stadion, Paralimni |

| 280. mérkőzés 2018. április 5. vb-selejtező 18:00 | Magyarország | 1 – 4             | Svédország                                             | Szombathely, Rohonci úti stadion Játékvezető: Raudziņa |
| 280. mérkőzés 2018. április 5. vb-selejtező 18:00 | Vágó 65'     | 0 – 2 Jegyzőkönyv | Seger 17' Jakobsson 25' Blackstenius 87' Larsson 90+3' | Szombathely, Rohonci úti stadion Játékvezető: Raudziņa |

| 281. mérkőzés 2018. április 9. vb-selejtező 17:00 | Horvátország | 1 – 3             | Magyarország             | Zára Játékvezető: Foster (WAL) |
| 281. mérkőzés 2018. április 9. vb-selejtező 17:00 | Žigić 90+4'  | 0 – 1 Jegyzőkönyv | Vágó 43' 84' Jakabfi 72' | Zára Játékvezető: Foster (WAL) |

| 282. mérkőzés 2018. június 6. Barátságos 14:00 | Magyarország | 0 – 0 | Görögország | Telki Nézőszám: 400 Játékvezető: Campos (POR) |
| 282. mérkőzés 2018. június 6. Barátságos 14:00 | Jegyzőkönyv  |       |             | Telki Nézőszám: 400 Játékvezető: Campos (POR) |

| 283. mérkőzés 2018. június 12. vb-selejtező 18:00 | Dánia                                                      | 5 – 1             | Magyarország | Viborg Játékvezető: Welch (ENG) |
| 283. mérkőzés 2018. június 12. vb-selejtező 18:00 | Nadim 44' 45+1' Boye Sørensen 47' Nielsen 57' Harder 90+4' | 2 – 1 Jegyzőkönyv | Jakabfi 24'  | Viborg Játékvezető: Welch (ENG) |

| 284. mérkőzés 2018. július 27. Balaton-kupa 17:30 | Magyarország  | 1 – 4             | Románia                            | Balatonfüred Játékvezető: Zuzana Valentová |
| 284. mérkőzés 2018. július 27. Balaton-kupa 17:30 | Tóth A. 90+3' | 0 – 0 Jegyzőkönyv | Herczeg 54' Carp 56' 71' Bâtea 63' | Balatonfüred Játékvezető: Zuzana Valentová |

| 285. mérkőzés 2018. július 29. Balaton-kupa 15:00 | Magyarország     | 1 – 1             | Fehéroroszország | Balatonfüred |
| 285. mérkőzés 2018. július 29. Balaton-kupa 15:00 | Süle 3'          | 1 – 1 Jegyzőkönyv | Slapakova 21'    | Balatonfüred |
| 285. mérkőzés 2018. július 29. Balaton-kupa 15:00 | Büntetőpárbaj:   |                   |                  | Balatonfüred |
| 285. mérkőzés 2018. július 29. Balaton-kupa 15:00 | {{{penalties1}}} | 7 – 8             | {{{penalties2}}} | Balatonfüred |

| 286. mérkőzés 2018. szeptember 4. vb-selejtező | Ukrajna                     | 2 – 0             | Magyarország | Ternopil Játékvezető: Pirriatore(ITA) |
| 286. mérkőzés 2018. szeptember 4. vb-selejtező | Kravec 26' Apanascsenko 31' | 2 – 0 Jegyzőkönyv |              | Ternopil Játékvezető: Pirriatore(ITA) |

| 287. mérkőzés 2018. október 5. barátságos 15:00 | Málta | 0 – 1             | Magyarország | Ta’ Qali Játékvezető: Maria Dolores Martinez Madrina (ESP) |
| 287. mérkőzés 2018. október 5. barátságos 15:00 |       | 0 – 1 Jegyzőkönyv | Jakabfi 40'  | Ta’ Qali Játékvezető: Maria Dolores Martinez Madrina (ESP) |

| 288. mérkőzés 2018. október 8. barátságos 15:00 | Málta | 0 – 3             | Magyarország               | Ta’ Qali Játékvezető: Maria Dolores Martinez Madrina (ESP) |
| 288. mérkőzés 2018. október 8. barátságos 15:00 |       | 0 – 2 Jegyzőkönyv | Csiszár 23' 45+1' Rácz 60' | Ta’ Qali Játékvezető: Maria Dolores Martinez Madrina (ESP) |

| 289. mérkőzés 2018. november 8. barátságos 20:00 | Magyarország                                      | 4 – 0             | Észtország | Telki |
| 289. mérkőzés 2018. november 8. barátságos 20:00 | Szabó V. 10' Vágó 17' 32' Mosdóczi 57' (11-esből) | 3 – 0 Jegyzőkönyv |            | Telki |